# Parvårtiga spetsigeln
Parvårtiga spetsigeln (Oxytonostoma typica) är en ringmaskart som beskrevs av Malm 1863. Parvårtiga spetsigeln ingår i släktet Oxytonostoma och familjen fiskiglar. Arten är reproducerande i Sverige. Inga underarter finns listade i Catalogue of Life.